# The Wilde Flowers
The Wilde Flowers è stato un gruppo musicale britannico nato a Canterbury nel Kent nei primi anni sessanta, e rappresenta la sorgente da cui ha preso vita quella corrente del rock progressivo nota come scena di Canterbury. Il suo stile musicale combina elementi tratti dal pop, dal rock psichedelico e dal jazz. Il nome è un omaggio allo scrittore irlandese Oscar Wilde.

## Storia del gruppo

### Inizi
Negli anni cinquanta, i fratelli Hugh e Brian Hopper, Robert Ellidge (che in seguito avrebbe preso il nome d'arte Robert Wyatt), Dave Sinclair e Mike Ratledge frequentano la scuola elementare Simon Langton di Canterbury. La loro amicizia è cementata dalla comune passione per la musica e cominciano a suonare assieme a casa di Robert. La cerchia si allarga con altri musicisti tra i quali Kevin Ayers.
Nel 1960 il chitarrista australiano Daevid Allen affitta una stanza nella casa di Wyatt. Il suo stile di vita anticonformista e la sua passione per il jazz colpiscono favorevolmente i ragazzi, ed eserciteranno una grande influenza sulla loro formazione musicale. Verso la fine del 1962, sempre in casa Ellidge, iniziano le prime registrazioni amatoriali a cui partecipano i due Hopper, Brian alla chitarra e al sax, Hugh al basso, Wyatt alla batteria e Ratledge al piano. Alle registrazioni successive partecipano anche altri musicisti.

### Daevid Allen Trio
Allen nel frattempo si era trasferito a Londra ed invita Wyatt nel 1963 a raggiungerlo, dopo un po' si unisce a loro Hugh Hopper ed insieme formano il Daevid Allen Trio, che si esibisce in alcune date in Inghilterra alternando brani di free-jazz alla lettura di poesie beat. Ai concerti del trio si unisce a volte Ratledge in qualità di ospite, come nella data del giugno 1963 al Marquee Club di Londra, la cui registrazione verrà pubblicata nel 1993 dalla Voiceprint Records con il titolo Live 1963. Il gruppo non trova ingaggi e dopo qualche settimana si scioglie.

### I Wilde Flowers
Nell'estate del 1964 Allen si trasferisce a Deià nell'isola di Maiorca, dove da anni vive una comunità di artisti della Beat Generation. Viene quindi raggiunto da Wyatt e Ayers con i quali si esibisce in locali club. I due fratelli Hopper intanto a Canterbury avevano formato con il quindicenne chitarrista e cantante Richard Sinclair i Wild Flowers. A fine estate vengono raggiunti da Wyatt e Ayers, su suggerimento del quale la band cambia il nome in Wilde Flowers in omaggio a Oscar Wilde.
La prima formazione comprende Hugh Hopper al basso, Richard Sinclair alla chitarra ritmica e controcanto, Brian Hopper alla chitarra, sax e controcanto, Robert Wyatt alla batteria, percussioni e controcanto e Kevin Ayers cantante. Tengono il primo concerto alla fine del 1964 in una festa privata, mentre la prima esibizione pubblica avviene il gennaio del 1965. Nel marzo successivo registrano al Wout Steenhuls Studio di Broadstairs. La musica di questo periodo iniziale comprende cover di brani famosi e composizioni proprie del gruppo che risentono delle mode ma lasciano trasparire un'originalità che le cover-band di quel tempo non avevano. Tra i primi brani si distingue Memories, scritto da Hugh Hopper, in cui sono evidenti le influenze jazz.
Ayers lascia la band ben presto, e dopo un breve intermezzo con Graham Flight, il suo posto come cantante viene preso da Wyatt, che si accompagna con il tamburello e lascia la batteria al futuro Caravan Richard Coughlan. Le esibizioni e le registrazioni si fanno più frequenti e aumenta il numero di musicisti che si alternano nella formazione. La musica subisce variazioni legate soprattutto ai contributi dei diversi cantanti che si susseguono.
Nel maggio del 1966 Wyatt lascia la band e si riunisce a Daevid Allen, Ratledge e ad Ayers per formare i Mister Head che ad agosto prendono il nome Soft Machine. Questo nuovo gruppo, che riscuoterà un clamoroso successo, è inizialmente influenzato dalle atmosfere dadaiste e psichedeliche care ad Allen ed Ayers. Con l'uscita di questi ultimi, tra il 1967 ed il 1968, i Soft Machine diventeranno il capostipite del filone fusion-sperimentale della musica di Canterbury.
I Wilde Flowers continuano con Richard Coughlan alla batteria, Dave Sinclair alle tastiere, Pye Hastings alla chitarra e voce, Richard Sinclair e i due fratelli Brian e Hugh Hopper. Nel 1967 quest'ultimo, che ha scritto la maggior parte dei brani del gruppo, lascia i Wilde Flowers per unirsi ai Soft Machine come road manager e al suo posto arriva Dave Lawrence al basso e voce. Nel 1968 Coughlan, i due Sinclair e Hastings lasciano il gruppo per formare i Caravan, gruppo progenitore del filone melodico della musica di Canterbury, mentre Brian Hopper e Lawrence formano gli Zobe.

### Lo scioglimento
Malgrado l'esperienza accumulata, il livello musicale del gruppo non è progredito rispetto alle prime incisioni, ed è probabilmente questo il motivo che ha provocato la fuoriuscita di alcuni membri. I Wilde Flowers sopravvivono fino alla riunione del 6 agosto 1969, quando Wyatt, Ratledge, Hastings e i due Hopper registrano 4 brani ai Regent Sound Studios di Londra, dopodiché la band si scioglie definitivamente. Brian Hopper e Dave Lawrence continuano a suonare negli Zobe, che si scioglieranno nel 1971.

## Discografia
Nel corso della loro carriera i Wilde Flowers non sono mai arrivati a pubblicare un album. Solo in seguito la Voiceprint pubblicherà alcune vecchie registrazioni in un CD
- 1994 The Wilde Flowers (Voiceprint/Blueprint BP123CD) (CD contenente 22 brani, di cui 3 sono degli Zobe e tutti gli altri dei Wilde Flowers)[8][12]

Tra il 1998 e il 1999 verranno pubblicate quattro compilation che contengono registrazioni inedite dei Wilde Flowers, dei suoi membri prima della costituzione della band, e di altre band ad essi correlate:
- Canterburied Sounds - Volume 1 (novembre 1998, Voiceprint 11) (2 brani dei Wilde Flowers)
- Canterburied Sounds - Volume 2 (giugno 1999, Voiceprint 202)
- Canterburied Sounds - Volume 3 (giugno 1999, Voiceprint 203)
- Canterburied Sounds - Volume 4 (novembre 1999, Voiceprint 204) (1 brano dei Wilde Flowers)

## Filmografia
- 2015 – Romantic Warriors III: Canterbury Tales